# Last Date
| Recensione                        | Giudizio |
| --------------------------------- | -------- |
| AllMusic                          | [ 1 ]    |
| The New Rolling Stone Album Guide | [ 2 ]    |
| Dizionario del Pop-Rock           | [ 3 ]    |
| 24.000 dischi                     | [ 4 ]    |

Last Date è un album discografico Live della cantante statunitense Emmylou Harris, pubblicato dalla casa discografica Warner Bros. Records nell'ottobre del 1982.

## Tracce
Lato A
1. I'm Movin' On – 2:56 (Hank Snow)
2. It's Not Love (But It's Not Bad) – 2:37 (Glenn Martin, Hank Cochran)
3. So Sad (To Watch Good Love Go Bad) – 3:10 (Don Everly)
4. Grievous Angel – 3:40 (Gram Parsons, Thomas O. Brown)
5. Restless – 3:12 (Carl Perkins)
6. Racing in the Streets – 5:07 (Bruce Springsteen)

Lato B
1. Long May You Run – 3:28 (Neil Young)
2. We'll Sweep Out the Ashes (In the Morning) – 2:33 (Joyce Allsup)
3. Juanita – 2:58 (Gram Parsons, Chris Hillman)
4. Devil in Disguise – 3:03 (Gram Parsons, Chris Hillman)
5. (Lost His Love) On Our Last Date – 3:20 (Floyd Cramer, Conway Twitty)
6. Buckaroo/Love's Gonna Live Here (Medley) – 3:18 (Bob Morris / Buck Owens)

Edizione CD del 2000, pubblicato dalla Eminent Records (EM-25040-2)
1. I'm Movin' On – 3:05 (Hank Snow)
2. It's Not Love (But It's Not Bad) – 2:49 (Glenn Martina, Hank Cochran)
3. So Sad (To Watch Good Love Go Bad) – 3:20 (Don Everly)
4. Return of the Grevious Angel – 3:50 (Gram Parsons, Thomas O. Brown)
5. Restless – 3:20 (Carl Perkins)
6. Racing in the Streets – 5:24 (Bruce Springsteen)
7. Long May You Run – 3:09 (Neil Young)
8. We'll Sweep Out the Ashes (In the Morning) – 2:50 (Joyce Ann Allsup)
9. Juanita – 3:06 (Gram Parsons, Chris Hillman)
10. Christine's Tune (A.K.A. Devil in Disguise) – 3:10 (Gram Parsons)
11. (Lost His Love) On Our Last Date – 3:31 (Floyd Cramer, Conway Twitty)
12. Buckaroo/Love's Gonna Live Here – 4:19 (Bob Morris / Buck Owens)
13. Another Pot O' Tea – 3:01 (Paul Grady) – Bonus Track - Registrato (circa) marzo 1981
14. Maybe Tonight – 2:53 (Shirley Eikhard) – Bonus Track - Registrato (circa) novembre 1982

## Musicisti
- Emmylou Harris - voce
- Emmylou Harris - chitarra solista (brano: Buckaroo/Love's Gonna Live Here)
- Frank Reckard - chitarra solista
- Frank Reckard - armonie vocali (brano: Juanita)
- Barry Tashian - chitarra ritmica, banjo, voce (duetto)
- Wayne Goodwin - fiddle, mandolino, sassofono
- Wayne Goodwin - chitarra ritmica (brani: Restless e Buckaroo/Love's Gonna Live Here)
- Don Johnson - tastiere, armonie vocali
- Steve Fishell - chitarra pedal steel, dobro
- Mike Bowden - basso
- John Ware - batteria

Note aggiuntive
- Brian Ahern - produttore (per la Happy Sack Productions), arrangiamenti
- Penny Hallin - assistente alla produzione
- Registrato dal vivo dalla The Enactron Truck (in varie località della California)
- Stuart Taylor - ingegnere delle registrazioni
- Alan Vachon - assistente ingegnere delle registrazioni
- Mixato al Magnolia Sound Studios, North Hollywood, California (Stati Uniti)
- Donivan Cowart, Stuart Taylor, Brian Ahern e Alan Vachon - ingegneri del mixaggio[8]

## Classifica
Album
| Anno | Classifica         | Posizione raggiunta |
| ---- | ------------------ | ------------------- |
| 1983 | Top Country Albums | 9                   |

Singoli
| Anno | Titolo del brano                 | Classifica        | Posizione raggiunta |
| ---- | -------------------------------- | ----------------- | ------------------- |
| 1983 | (Lost His Love) On Our Last Date | Hot Country Songs | 1                   |
| 1983 | I'm Movin' On                    | Hot Country Songs | 5                   |
| 1983 | So Sad to Watch Good Love Go Bad | Hot Country Songs | 28                  |